# جوديث سالومي
جوديث سالومي (بالهولندية: Judith Salomé)‏ هي لاعب كرة مضرب هولندية، ولدت في 10 فبراير 1949 في أمستردام في هولندا.

## وصلات خارجية
- جوديث سالومي على موقع رابطة محترفات التنس (الإنجليزية)
- جوديث سالومي على موقع الاتحاد الدولي لكرة المضرب (الإنجليزية)
- جوديث سالومي على موقع خلاصة التنس.كوم (الإنجليزية)